# Instituto Tecnológico Superior de Motul
El Instituto Tecnológico Superior de Motul es una institución pública descentralizada de educación superior ubicada en la ciudad de Motul, Yucatán, México, que fue creada en el año 2000 originalmente con el nombre de Instituto Tecnológico Superior «Felipe Carrillo Puerto». Actualmente imparte 5 carreras a nivel de ingeniería.

## Historia
En marzo del año 2000 el entonces Gobernador de Yucatán Victor Cervera Pacheco anunció la construcción de un nuevo Instituto Tecnológico en el poblado que se esperaba empezaría a funcionar 6 meses después. Fue así como el 22 de junio de ese mismo año mediante el decreto número 270 publicado en el Diario Oficial del Gobierno del Estado de Yucatán fue oficialmente creado el Instituto Tecnológico Superior «Felipe Carrillo Puerto», en honor a este ilustre exgobernador de Yucatán, quien defendiera los derechos del pueblo maya e impulsara la educación superior en el estado.
El Instituto Tecnológico Superior Felipe Carrillo Puerto iniciaría operaciones el 18 de septiembre del 2000, con 67 alumnos y 7 profesores, ofreciendo en ese entonces las carreras de Ingeniería Electromecánica e Ingeniería Industrial. La inauguración oficial se realizó el 6 de noviembre del 2000 con la presencia de los máximos representantes del gobierno en funciones, el entonces Presidente de México Ernesto Zedillo Ponce de León, el gobernador del Estado de Yucatán Víctor Manuel Cervera Pacheco, y el presidente municipal de Motul Juan Antonio Centeno y Sánchez; así como de las Secretarías de Educación federal y estatal. El 7 de julio de 2003 mediante el Decreto No 292 publicado en el Diario Oficial del Gobierno del Estado de Yucatán, se cambiaría el nombre a Instituto Tecnológico Superior de Motul, nombre que se conserva hasta la fecha.

## Oferta educativa
- Ingeniería en Energías Renovables
- Ingeniería Electrónica
- Ingeniería Industrial
- Ingeniería Electromecánica
- Ingeniería en Sistemas Computacionales